# Crocidura stenocephala
Crocidura stenocephala är en däggdjursart som beskrevs av Dieterlen och Heim de Balsac 1979. Crocidura stenocephala ingår i släktet Crocidura och familjen näbbmöss. IUCN kategoriserar arten globalt som starkt hotad. Inga underarter finns listade i Catalogue of Life.
Denna näbbmus förekommer i bergstrakter i östra Kongo-Kinshasa och i Uganda. Den lever främst i träskmarker med papyrusar, den hittas även i andra fuktiga områden.